# Консько (Карлобаг)
44°31′ пн. ш. 15°08′ сх. д. / 44.51° пн. ш. 15.14° сх. д.
Консько (хорв. Konjsko) — населений пункт у Хорватії, у Лицько-Сенській жупанії у складі громади Карлобаг.

## Населення
Населення за даними перепису 2011 року становило 0 осіб.
Динаміка чисельності населення поселення:

## Клімат
Середня річна температура становить 12,02 °C, середня максимальна – 23,95 °C, а середня мінімальна – -0,14 °C. Середня річна кількість опадів – 1103 мм.
| Клімат поселення                              | Клімат поселення | Клімат поселення | Клімат поселення | Клімат поселення | Клімат поселення | Клімат поселення | Клімат поселення | Клімат поселення | Клімат поселення | Клімат поселення | Клімат поселення | Клімат поселення | Клімат поселення |
| Показник                                      | Січ.             | Лют.             | Бер.             | Квіт.            | Трав.            | Черв.            | Лип.             | Серп.            | Вер.             | Жовт.            | Лист.            | Груд.            |                  |
| Середній максимум, °C                         | 9,08             | 8,67             | 10,43            | 13,71            | 19,08            | 23,63            | 23,95            | 23,61            | 19,86            | 15,78            | 11,20            | 8,81             |                  |
| Середня температура, °C                       | 4,67             | 4,27             | 6,02             | 9,29             | 14,67            | 19,22            | 21,10            | 20,74            | 17,01            | 12,92            | 8,34             | 5,95             |                  |
| Середній мінімум, °C                          | 0,26             | −0,15            | 1,62             | 4,89             | 10,25            | 14,80            | 18,25            | 17,90            | 14,15            | 10,09            | 5,50             | 3,10             |                  |
| Норма опадів, мм                              | 87               | 81               | 82               | 84               | 79               | 74               | 45               | 65               | 117              | 131              | 142              | 116              |                  |
| Середньомісячна швидкість вітру, м/с          | 3.35             | 3.43             | 3.51             | 3.29             | 2.93             | 2.74             | 2.72             | 2.68             | 2.93             | 3.18             | 3.70             | 3.68             |                  |
| Середньомісячна сонячна радіація, кДж/м²·день | 4698             | 7430             | 10878            | 15675            | 19843            | 21870            | 23683            | 20482            | 14988            | 9593             | 5085             | 3965             |                  |
| --------------------------------------------- | ---------------- | ---------------- | ---------------- | ---------------- | ---------------- | ---------------- | ---------------- | ---------------- | ---------------- | ---------------- | ---------------- | ---------------- | ---------------- |
| Джерело:                                      |                  |                  |                  |                  |                  |                  |                  |                  |                  |                  |                  |                  |                  |